# Parc Nacional de Quirimbas
El Parc Nacional das Quirimbas és una àrea protegida a la província de Cabo Delgado, a Moçambic, que abasta la part sud de les Illes Quirimbas.

## Localització
El parc va ser establert al juny de 2002. S'estén per 110 quilòmetres al llarg de la costa nord-est de Moçambic, i conté les més meridional de les 11 illes Quirimbas: Ibo, Mefunvo, Metemo, Quirimba, Quisiva i Tavart. El parc compta amb un clima tropical amb una estació plujosa de desembre a abril i una temporada més seca però més freda de maig a setembre.

## Ecologia
El parc protegeix 750,639 hectàrees (1,854,870 acres) de forest costanera, manglars i esculls de coral. La regió va ewarE aïllada dècades durant la Guerra Civil de Moçambic. A terra, hi ha poblacions importants d'elefants, lleons, lleopards, cocodrils i fins i tot gossos salvatges. L'hàbitat inclou muntanyes, boscos, forests, sabanes, manglars, platges, esculls de coral i llits d'algues marines. El parc conté una rica varietat de vida marina, com tortugues marines, dugongs i moltes espècies de peixos. S'hi han identificat 375 espècies de peixos, incloses espècies amenaçades com el peix agulla i el cavall marí.

## Conservació
El Fons Mundial per la Natura dona suport a un projecte que tracta d'assegurar que les comunitats locals, autoritats del parc i tour operadors es responsabilitzin de la gestió d'accions i comparteixin els beneficis del parc.
Els objectius inclouen la protecció, conservació i on calgui restauració de la terra i el medi ambient marí, la conservació de les espècies marines i el seu hàbitat i la promoció de formes ecològiques de guanyar-se la vida entre els habitants tradicionals del parc. El projecte inclou un programa de gestió de la pesca.
Una revisió del FMN de 2010 va trobar que els principals problemes eren la falta de diners als santuaris, la manca d'incentius per als guardaparcs, i la manca de seguiment per part de l'administració del parc quan s'informa de violacions. Els guardaboscos recomanen augmentar el nombre de guardes de la comunitat, proporcionant-los incentius o salaris i engegar més programes d'educació ambiental. En una nota positiva, es van registrar millores en la quantitat d'espècie, la mida i la diversitat.